# USS New Jersey (BB-62)
USS New Jersey (BB-62), ("Big J" ili "Black Dragon") je bojni brod klase Iowa i drugi brod koji nosi ime u čast američke savezne države New Jersey. New Jersey je najodlikovaniji brod klase Iowa i jedini je brod te klase koji je služio u Vijetnamu za vrijeme Vijetnamskog rata. 
Tijekom Drugog svjetskog rata, New Jersey je služio kao i ostali brodovi klase Iowa u Tihom oceanu. Štitio je nosače zrakoplova i pružao topničku potporu kopnenoj vojsci na otocima. Služio je i u Korejskom ratu, nakon kojeg je povučen u rezervnu flotu. Ponovno je nakratko aktiviran 1968. godine kada je pružao potporu američkim snagama u Vijetnamu nakon čega je opet 1969. vraćen u rezervnu flotu. Ponovno je aktiviran tijekom 1980-ih u sklopu mornaričkog projekta 600 brodova, kada je moderniziran i otad nosi suvremene projektile. Godine 1983. sudjelovao je u vojnim operacijama tijekom Libanonskog građanskog rata. 
New Jersey je zadnji puta povučen iz aktivne službe 1991. godine, kada je već imao 19 borbenih zvjezdica za sudjelovanje u Drugom svjetskom ratu, Korejskom ratu, Vijetnamskom ratu, Libanonskom građanskom ratu i Zaljevskom ratu. Nakon kraćeg zadržavanja u rezervnoj floti, doniran je kao brod-muzej 15. listopada 2001. godine.

### Zajednički poslužitelj
|  | Zajednički poslužitelj ima stranicu o temi USS New Jersey (BB-62)    |
|  | Zajednički poslužitelj ima još gradiva o temi USS New Jersey (BB-62) |